# Regular Show
Regular Show is een humoristische animatieserie gemaakt door J.G. Quintel voor Cartoon Network. De serie gaat over een blauwe gaai genaamd Mordecai, en zijn beste vriend, de wasbeer Rigby, die als terreinknechten in het park werken. (zie aflevering: "Eerste Dag") Hun pogingen om het werk te ontduiken leiden meestal tot enorme problemen, vaak van een bovennatuurlijke aard.
Veel personages in de serie zijn gebaseerd op personages die J.G. Quintel ontwikkelde voor zijn studentenfilms voor het California Institute of the Arts: The Naive Man From Lolliland and 2 in the AM PM.
De serie ging in Amerika in première op 6 september 2010. In Nederland en Vlaanderen was de serie te zien van 29 november 2011 tot in 2017 en werd dagelijks herhaald tot en met 1 juli 2018.

## Verhaal
Mordecai en Rigby zijn twee terreinknechten bij het park onder hun baas Benson. De verhalen gaan er meestal over dat ze zich proberen te drukken van hun werk en liever lummelen of computergames spelen. Deze activiteiten leiden echter meestal tot enorme problemen, vaak van bovennatuurlijke aard. Meestal zijn ze op te lossen met de hulp van Hups, een Yeti, die als klusjesman in het park werkt. Verdere hoofdpersonages zijn Paps, een grote lollyman op respectabele leeftijd en zoon van de eigenaar van het park, Bullebak, een dikke groene gast met een enorm ego, die van rockmuziek houdt en om de haverklap zijn shirt uittrekt, en roept. High Five Spook (de beste vriend van Bullebak), is een zwevend spook met één arm aan de bovenkant van zijn spooklichaampje.

## Personages
MordecaiEen 23 jaar oude blauwe gaai die samen met zijn beste vriend Rigby als terreinknecht in het park werkt. Ze krijgen hun werk echter bijna nooit af en zijn liever lui dan moe. Mordecai is de verstandigste van de twee en denkt vaak wat dieper na over zijn daden. Hij is verliefd op Margaret een roodborstje dat bij de Coffeeshop werkt.
RigbyEen 23 jaar oude wasbeer, hij werkt samen met zijn beste vriend Mordecai in het park als terreinknecht. Rigby is de meest impulsieve van de twee. Hij denkt bijna nooit goed na over zijn daden, dit leidt vaak tot problemen. Rigby heeft een haat-liefdeverhouding met Eileen, die in de coffeeshop werkt. In de eerdere afleveringen moest hij niets van haar hebben, maar later blijken het toch goede vrienden te worden.
BensonEen kauwgomballenautomaat en de baas van Mordecai en Rigby. Benson is een eerlijke, harde werker die gelooft in het opstellen en naleven van regels. Hij houdt niet van chaos en mensen die hun werk niet willen doen, een groot nadeel voor Mordecai en Rigby. Ondanks zijn strenge natuur is Benson wel een rechtvaardige baas.
Paps MallaerdEen mensachtige lolly en betaalt met lolly's. Zijn leeftijd: (rond de 50) Als je naar zijn uiterlijk kijkt zou je een man van stand verwachten. Het karakter van Paps is echter zeer speels en soms kinderlijk naïef. Paps heeft zeer weinig verstand van moderne zaken en houdt er een erg ouderwets taalgebruik op na. Hij is bijna altijd vrolijk en giechelt vaak hysterisch. Zijn karakter heeft hij te danken aan de gevolgen van het feit dat Mordechai en Rigby in de jaren tachtig met een karretje over zijn hoofd zijn gereden.
HupsEen eeuwenoude Yeti en de klusjesman van het park. Hups is erg wijs en heeft veel ervaring met het bovennatuurlijke, daardoor kan hij Mordechai en Rigby vaak uit de brand helpen.
Mick "Bullebak" ZeurensteinOok een terreinknecht in het park. Mick Zeurenstein staat beter bekend als zijn bijnaam "Bullebak". Hij is een kleine, dikke, groene gast met een enorme ego. Bullebak denkt dat hij beter is dan iedereen en gedraagt zich vaak irrationeel en grof. Hij heeft de gewoonte op de meest absurde momenten zijn shirt uit te trekken en "Woooohhh!" te schreeuwen. Ook maakt hij voortdurend "M'n moeder"-grappen, een resultaat van het feit dat hij "je moeder"-grappen niet begrijpt. Hijzelf vindt ze hilarisch maar ze worden door andere personages vaak met ergernis ontvangen. Zijn beste vriend is High Five Spook.
High Five SpookOok een terreinknecht in het park en de beste vriend van Bullebak. High Five Spook is een klein zwevend spook met één arm die uit zijn hoofd steekt. Hij is meestal vrij stil, maar doet wel mee met de grappen en streken die Bullebak uithaalt.

## Originele stemmen
- J.G. Quintel – Mordecai, High Five Ghost (Seizoen 2 – Heden)
- William Salyers – Rigby
- Sam Marin – Benson, Pops, Muscle Man
- Mark Hamill – Skips
- Jeff Bennett – High Five Ghost (Seizoen 1)
- Janie Haddad – Margaret
- Minty Lewis – Eileen
- David Ogden Stiers – Mr. Maellard
- Kurtwood Smith – Gene
- Phil LaMarr – Cash Bankis

## Nederlandse stemmen
- Trevor Reekers – Mordechai (Mordecai)
- Thijs van Aken – Rigby
- Frans Limburg – Benson
- Jeroen Keers – Paps (Pops)
- Sander de Heer – Hups (Skips)
- Reinder van der Naalt – Bullebak (Muscle Man), Meneer Mallaerd (Mr. Maellard)
- Florus van Rooijen – High Five Spook (High Five Ghost), verschillende rollen
- Just Meijer – Thomas, verschillende rollen
- Anneke Beukman – verschillende rollen
- Joop van den Beucken – verschillende rollen

## Nederlandse versie
De Nederlandse versie van Regular Show wordt verzorgd door SDI Media. De bewerking wordt verzorgd door Frans Limburg en Joop van den Beucken.

## Citaten
- "Yeaahhyuhhh" (Mordechai en Rigby's uitroep van blijdschap of overwinning.)
- "M'n moeder!"/"Gozer!" (Vaak het einde van een grap van Bullebak als resultaat van het feit dat hij "je moeder" grappen niet begrijpt.)
- "Woeeehhh!" (Schreeuw van enthousiasme, vaak door Bullebak maar ook door Mordechai en Rigby.)
- "Jullie zijn ontslagen!" (Een dreigement van Benson als Mordechai en Rigby hun werk weer 's niet goed doen.)
- "Jofel / Mieters / Jolig" (Woorden die Paps gebruikt.)
- "Lijfpetsen." (Met je handen op een ritmische manier op je lijf slaan.)